# 30028 Yushihomma
30028 Yushihomma este un asteroid din centura principală de asteroizi.

## Descriere
30028 Yushihomma este un asteroid din centura principală de asteroizi. A fost descoperit pe 29 februarie 2000 la Socorro, New Mexico, în cadrul proiectului LINEAR. Asteroidul prezintă o orbită caracterizată de o semiaxă mare de 2,42 ua, o excentricitate de 0,17 și o înclinație de 2,1° în raport cu ecliptica.